# فاطمه زهرا قنبوع
فاطمه زهرا قنبوع بازیگر مراکشی که در سال ۱۹۹۱ در شهر تازه متولد شد. او در کارهای ابتدایی خود در فیلم‌ها و سریال‌های زیادی به خصوص در کارهای ماه مبارک رمضان شرکت کرد و به دلیل حضور در سریال رمضانی شهرت داشت. در سال ۲۰۱۵ در سریال «شیب و جوانی» به کارگردانی عادل الفاضیلی که از اولین تلویزیون مراکش پخش شد شرکت کرد و در نقش یک دانش آموز دبیرستانی در مقطع کارشناسی نقش آفرینی کرد. او در سال ۲۰۱۷ در دو فصل از سریال درام دارالغزلان شرکت کرد و با نام مونیا به ایفای نقش پرداخت. در ماه رمضان ۲۰۱۸ در بیش از یک اثر از جمله سریال «چهره دیگر» و فیلم تلویزیونی «عشق ناشناخته» ایفای نقش کرد و در این آثار به ایفای نقش پرداخت. وی در سال ۲۰۲۰ در سریال یاقوت و انبار حضور داشت و نقش یاقوت را بازی کرد.